# Riserva monetaria
La riserva monetaria è la quantità di metallo o altro bene che l'emittente di moneta – in alcuni sistemi monetari – tiene come garanzia delle banconote stampate o più in generale del circolante presente all'interno del sistema economico.

## Storia
Al tempo dei romani e presso altri popoli antichi, le monete erano coniate con l'oro e l'argento fuso dagli oggetti che i sudditi portavano alla zecca dello Stato; i sudditi ricevevano le monete in oro e argento coniate con i loro oggetti, mettendole così in circolazione. Il valore delle monete rilasciate era pari a quello del metallo diminuito di un'imposta del 10% che doveva ripagare i costi di fusione e coniazione, e il privilegio del sovrano di emettere moneta (signoraggio). Rispetto alla coniazione centralizzata degli emittenti moderni, la presenza fisica e l'interesse personale del portatore di oro/argento erano una garanzia dell'effettiva presenza della riserva di metallo nelle monete emesse: chi portava oggetti d'oro a fondere prestava attenzione di essere ripagato con monete che avessero la stessa grammatura d'oro/argento (detratta la tassazione dell'Impero romano).

## Caratteristiche
Solitamente la riserva è aurea poiché l'oro ha un alto valore per poco ingombro ed è un materiale non deperibile (non si ossida nel tempo), ma soprattutto perché è universalmente accettato. Inoltre, si può trasformare facilmente in monete; nel passato, dalle riserve d'oro potevano essere direttamente coniate monete.
Il metallo di riserva può essere direttamente usato per coniare monete, che assumono così un valore intrinseco e tangibile, oppure essere conservato in lingotti presso i caveau della Banca centrale. In entrambi i casi (coniazione sulle monete o stoccaggio della riserva in lingotti) è difficile verificare la consistenza e la purezza del metallo: che non si tratti cioè di oro arricchito con rame o di platino galvanizzato con oro.
In generale la riserva deve essere un bene di valore pari alla moneta che viene stampata.
Se il controvalore della riserva è solo una percentuale della moneta emessa, avviene la svalutazione, che costituisce un guadagno per l'emittente. La svalutazione è un trasferimento di ricchezza dagli utilizzatori all'emittente della moneta.
In generale, la riserva può essere formata da qualunque metallo: ad esempio, John Kennedy, tramite l'Ordine esecutivo 11110 firmato il 4 giugno 1963, autorizzò la coniazione di monete garantite da argento.

## Cambio fra monete a riserva coniata o tesaurizzata in lingotti
A fronte di un deposito delle riserve non immesse direttamente in circolazione come materiale di conio della moneta, dovrebbero essere note la base monetaria, ma anche i tagli di banconote emessi; noto il metallo che c'è in ogni moneta, si può calcolare il peso del metallo emesso per unità di base monetaria (praticamente il rapporto fra la riserva valorizzata in peso, anziché in termini monetari e la moneta circolante) e attribuire un cambio favorevole alle valute emesse contro una maggiore riserva, premiando le monete che hanno meno utilizzato la leva inflazionistica. Se la riserva viene conservata e non utilizzata direttamente nelle monete, è necessario comunque fare affidamento sui dati delle riserve pubblicati dall'istituto emittente.
Una separazione giuridica fra il proprietario del deposito in cui la legge impone di conservare le riserve di metallo (lingotti d'oro e d'argento, tipicamente) e l'emittente di moneta, potrebbe evitare un palese conflitto d'interessi. Le scorte sono una voce importante dell'attivo di stato patrimoniale e la loro valorizzazione è critica per molti bilanci. I magazzini delle imprese possono essere controllati da autorità indipendenti (es. Guardia di Finanza) per verificare l'effettiva esistenza delle scorte dichiarate e che non si tratti di uno dei modi per "gonfiare" l'utile. Un analogo controllo è possibile sull'effettivo possesso delle riserve.
Un altro aspetto critico è se le riserve auree siano una proprietà delle Banche Centrali oppure dello Stato, che le affida in gestione per conto terzi, alla Banca Centrale. L'effetto di questa problematica – che emerge nel momento in cui la Banca Centrale è parte dello Stato, ma nello stesso tempo è una società le cui azioni sono proprietà di soggetti vari, anche privati – sarebbe che, nel caso di proprietà dello Stato, la presenza di riserve auree dovrebbe essere una posta quantificata tra le entrate del bilancio dello Stato.

### In Svizzera
La soppressione del vincolo fra l'oro e la moneta nazionale ha posto in alcuni Paesi, come la Svizzera, un dibattito sull'utilizzo delle riserve auree eccedentarie, ovvero che non servono più alla Banca centrale per la sua politica monetaria. La discussione verte sull'opportunità di mantenere il valore reale dell'oro e reinvestirlo, oppure vendere l'eccedenza, e sulla ripartizione degli utili (derivanti dal reinvestimento o dalla vendita) fra un fondo nazionale, enti locali e nazionali da un lato, oppure se caricarli nel bilancio della Banca Centrale.
La riserva aurea è la tesaurizzazione di risparmi sul reddito nazionale o PIL, di una parte della ricchezza nazionale prodotta che non è stata destinata ai consumi o agli investimenti, che sono gli altri 2 impieghi possibili. Il proprietario della riserva aurea possiede un controvalore per coniare una moneta non garantita dal corso forzoso.
La tematica è disciplinata in Costituzione, che prevede la partecipazione pubblica ai processi nazionali per l'utilizzo dei guadagni in conto capitale in conto interessi derivanti dalla riserva nazionale o da una sua vendita, per destinarli ad altri scopi di pubblica utilità, e il deposito delle riserve auree in una banca statale, in cassette di sicurezza direttamente ispezionabili dai cittadini svizzeri per concretizzare l'esercizio dei loro diritti di proprietà. La Costituzione disciplina la materia nella consapevolezza di un pericolo di conflitto di interessi con il mandato di politica monetaria della Banca centrale, se la gestione avviene nel lungo periodo.
Se infatti la moneta è legata ad un obbligo di riserve auree, quando il prezzo del metallo tocca i suoi massimi ed è conveniente la vendita, è richiesta una politica tesa a limitare l'offerta di moneta, e a mantenere o rinforzare le riserve.

## Riserve auree mondiali
La tabella mostra lo sviluppo delle riserve monetarie auree dal dicembre 1970 al 2015 in tonnellate così come la percentuale sulla divisa totale in percentuale.
| Posizione (2015) | Nome                 | 1970     | 1980     | 1990     | 2000     | 2010     | 2012     | 2015     | Percentuale % |
| ---------------- | -------------------- | -------- | -------- | -------- | -------- | -------- | -------- | -------- | ------------- |
| 1                | Stati Uniti          | 9.839,2  | 8.221,2  | 8.146,2  | 8.136,9  | 8.133,5  | 8.133,5  | 8.133,5  | 73,7          |
| 2                | Germania             | 3.536,6  | 2.960,5  | 2.960,5  | 3.468,6  | 3.401,0  | 3.395,5  | 3.381,0  | 67,6          |
| 3                | FMI                  | 3.855,9  | 3.217,0  | 3.217,0  | 3.217,3  | 2.814,0  | 2.814,0  | 2.814,0  | ...           |
| 4                | Italia               | 2.565,3  | 2.073,7  | 2.073,7  | 2.451,8  | 2.451,8  | 2.451,8  | 2.451,8  | 66,0          |
| 5                | Francia              | 3.138,6  | 2.545,8  | 2.545,8  | 3.024,6  | 2.435,4  | 2.435,4  | 2.435,4  | 64,7          |
| 6                | Cina                 | ...      | 398,1    | 395,0    | 395,0    | 1.054,1  | 1.054,1  | 1.658,1  | 1,6           |
| 7                | Russia               | ...      | ...      | ...      | 384,4    | 788,6    | 936,7    | 1.275,0  | 13,3          |
| 8                | Svizzera             | 2.427,0  | 2.590,3  | 2.590,3  | 2.419,4  | 1.040,1  | 1.040,1  | 1.040,0  | 6,5           |
| 9                | Giappone             | 473,2    | 753,6    | 753,6    | 763,5    | 765,2    | 765,2    | 765,2    | 2,3           |
| 10               | Paesi Bassi          | 1.588,2  | 1.366,7  | 1.366,7  | 911,8    | 612,5    | 612,5    | 612,5    | 57,1          |
| 11               | India                | 216,3    | 267,3    | 332,6    | 357,8    | 557,7    | 557,7    | 557,7    | 5,9           |
| 12               | Unione europea       | ...      | ...      | ...      | 747,4    | 501,4    | 502,1    | 504,8    | 26,2          |
| 13               | Turchia              | 112,9    | 117,2    | 127,4    | 116,3    | 116,1    | 295,5    | 504,7    | 15,8          |
| 14               | Taiwan               | 72,9     | 97,8     | 421,0    | 421,8    | 423,6    | 423,6    | 423,6    | 3,8           |
| 15               | Portogallo           | 801,5    | 689,6    | 492,4    | 606,7    | 382,5    | 382,5    | 382,5    | 74,6          |
| 16               | Venezuela            | 341,2    | 356,4    | 356,4    | 318,5    | 365,8    | 362,0    | 361,0    | 68,0          |
| 17               | Arabia Saudita       | 105,8    | 142,0    | 143,0    | 143,0    | 322,9    | 322,9    | 322,9    | 1,8           |
| 18               | Regno Unito          | 1.198,1  | 585,9    | 589,1    | 487,5    | 310,3    | 310,3    | 310,3    | 9,5           |
| 19               | Libano               | 255,5    | 286,8    | 286,8    | 286,8    | 286,8    | 286,8    | 286,8    | 20,8          |
| 20               | Spagna               | 442,6    | 454,3    | 485,6    | 523,4    | 281,6    | 281,6    | 281,6    | 19,3          |
| 21               | Austria              | 634,2    | 656,6    | 634,3    | 377,5    | 280,0    | 280,0    | 280,0    | 43,6          |
| 22               | Belgio               | 1.306,6  | 1.063,1  | 940,3    | 258,1    | 227,5    | 227,5    | 227,4    | 34,4          |
| 23               | Kazakistan           | ...      | ...      | ...      | 57,2     | 67,3     | 104,4    | 205,7    | 26,8          |
| 24               | Filippine            | 49,8     | 59,7     | 89,8     | 224,8    | 154,1    | 199,1    | 195,4    | 9,2           |
| 25               | Algeria              | 170,1    | 173,6    | 159,9    | 173,6    | 173,6    | 173,6    | 173,6    | 3,9           |
| 26               | Thailandia           | 72,8     | 77,4     | 77,0     | 73,6     | 99,5     | 152,4    | 152,4    | 3,6           |
| 27               | Singapore            | ...      | ...      | ...      | 127,4    | 127,4    | 127,4    | 127,4    | 1,9           |
| 28               | Svezia               | 177,8    | 188,8    | 188,8    | 185,4    | 125,7    | 125,7    | 125,7    | 7,9           |
| 29               | Sudafrica            | 591,9    | 377,9    | 127,2    | 183,5    | 124,9    | 125,0    | 125,2    | 10,1          |
| 30               | Messico              | 156,4    | 64,1     | 28,6     | 7,8      | 7,1      | 125,1    | 122,2    | 2,4           |
| 31               | Libia                | 75,8     | 95,7     | 112,0    | 143,8    | 143,8    | 116,6    | 116,6    | 5,1           |
| 32               | Grecia               | 103,5    | 119,3    | 105,8    | 132,6    | 111,6    | 111,8    | 112,6    | 74,1          |
| 33               | BRI                  | 250,6    | 234,6    | 242,6    | 199,2    | 120,0    | 116,0    | 108,0    | ...           |
| 34               | Corea del Sud        | 3,0      | 9,3      | 10,0     | 13,7     | 14,4     | 70,4     | 104,4    | 1,1           |
| 35               | Romania              | ...      | 115,5    | 68,7     | 104,9    | 103,7    | 103,7    | 103,7    | 10,4          |
| 36               | Polonia              | ...      | 23,6     | 14,7     | 102,8    | 102,9    | 102,9    | 102,9    | 3,7           |
| 37               | Iraq                 | 127,5    | ...      | ...      | ...      | 5,9      | 5,9      | 89,8     | 5,1           |
| 38               | Australia            | 212,4    | 246,7    | 246,7    | 79,7     | 79,9     | 79,9     | 79,9     | 5,8           |
| 39               | Kuwait               | 76,6     | 79,0     | 79,0     | 79,0     | 79,0     | 79,0     | 79,0     | 8,4           |
| 40               | Indonesia            | 3,5      | 74,5     | 96,8     | 96,5     | 73,1     | 73,1     | 78,1     | 2,7           |
| 41               | Egitto               | 75,7     | 75,6     | 75,6     | 75,6     | 75,6     | 75,6     | 75,6     | 14,3          |
| 42               | Brasile              | 40,2     | 58,3     | 142,1    | 65,9     | 33,6     | 33,6     | 67,2     | 0,7           |
| 43               | Danimarca            | 57,4     | 50,7     | 51,3     | 66,6     | 66,5     | 66,5     | 66,5     | 2,5           |
| 44               | Pakistan             | 48,5     | 56,6     | 60,6     | 65,0     | 64,4     | 64,4     | 64,5     | 14,4          |
| 45               | Argentina            | 124,2    | 136,0    | 131,7    | 0,6      | 54,7     | 61,7     | 61,7     | 6,9           |
| 46               | Finlandia            | 25,7     | 30,7     | 62,3     | 49,0     | 49,1     | 49,1     | 49,1     | 17,5          |
| 47               | Bielorussia          | ...      | ...      | ...      | 1,2      | 35,3     | 49,7     | 44,6     | 36,3          |
| 48               | Bolivia              | 11,3     | 23,6     | 27,8     | 29,2     | 28,3     | 42,3     | 42,5     | 10,9          |
| 49               | Bulgaria             | ...      | ...      | ...      | 39,9     | 39,9     | 39,9     | 40,1     | 7,0           |
| 50               | Malaysia             | 42,6     | 72,2     | 73,1     | 36,4     | 36,4     | 36,4     | 37,3     | 1,3           |
| 51               | UEMOA                | ...      | ...      | ...      | 32,9     | 36,5     | 36,5     | 36,5     | 10,6          |
| 52               | Perù                 | 35,3     | 43,5     | 68,7     | 34,2     | 34,7     | 34,7     | 34,7     | 2,2           |
| 53               | Giordania            | 24,8     | 31,8     | 23,4     | 12,5     | 12,8     | 13,4     | 33,3     | 7,8           |
| 54               | Slovacchia           | ...      | ...      | ...      | 40,1     | 31,8     | 31,8     | 31,7     | 43,9          |
| 55               | Azerbaigian          | ...      | ...      | ...      | ...      | ...      | ...      | 30,2     | 10,9          |
| 56               | Siria                | 24,9     | 25,9     | 25,9     | 25,9     | 25,8     | 25,8     | 25,8     | 5,5           |
| 57               | Ucraina              | ...      | ...      | ...      | 14,1     | 27,5     | 34,8     | 23,9     | 8,8           |
| 58               | Sri Lanka            | ...      | 2,0      | 1,9      | 10,5     | 17,2     | 8,2      | 22,3     | 12,3          |
| 59               | Marocco              | 18,7     | 21,9     | 21,9     | 22,0     | 22,0     | 22,0     | 22,0     | 4,1           |
| 60               | Afghanistan          | ...      | ...      | ...      | ...      | 21,9     | 21,9     | 21,9     | 11,1          |
| 61               | Nigeria              | 17,8     | 21,4     | 21,4     | 21,4     | 21,4     | 21,4     | 21,4     | 2,5           |
| 62               | Serbia               | ...      | ...      | ...      | 14,2     | 13,1     | 14,8     | 17,7     | 5,8           |
| 63               | Cipro                | 13,3     | 14,3     | 14,3     | 14,4     | 13,9     | 13,9     | 13,9     | 61,0          |
| 64               | Bangladesh           | ...      | 1,7      | 2,5      | 3,4      | 13,5     | 13,5     | 13,8     | 2,1           |
| 65               | Cambogia             | ...      | ...      | ...      | 12,4     | 12,4     | 12,4     | 12,4     | 7,0           |
| 66               | Qatar                | 5,8      | 14,8     | 25,9     | 0,6      | 12,4     | 12,4     | 12,4     | 1,2           |
| 67               | Ecuador              | 17,0     | 12,9     | 13,8     | 26,3     | 26,3     | 26,3     | 11,8     | 9,4           |
| 68               | Colombia             | 15,1     | 86,7     | 19,5     | 10,2     | 6,9      | 10,4     | 10,4     | 0,8           |
| 69               | Rep. Ceca            | ...      | ...      | ...      | 13,9     | 12,7     | 11,8     | 10,2     | 0,7           |
| 70               | Tagikistan           | ...      | ...      | ...      | 0,2      | 2,6      | 4,9      | 8,9      | 71,9          |
| 71               | Laos                 | ...      | ...      | 0,5      | 0,5      | 8,9      | 8,9      | 8,9      | 27,6          |
| 72               | Mauritius            | ...      | 1,2      | 1,9      | 1,9      | 3,9      | 3,9      | 8,9      | 8,4           |
| 73               | Ghana                | 5,0      | 7,9      | 7,3      | 8,7      | 8,7      | 8,7      | 8,7      | 7,2           |
| 74               | Paraguay             | ...      | ...      | ...      | 1,1      | 0,7      | 8,2      | 8,2      | 4,5           |
| 75               | Birmania             | 55,7     | 7,8      | 7,8      | 7,2      | 7,2      | 7,3      | 7,3      | 3,7           |
| 76               | Guatemala            | 15,5     | 16,2     | 6,4      | 6,7      | 6,9      | 6,9      | 6,9      | 3,5           |
| 77               | Macedonia del Nord   | ...      | ...      | ...      | 3,5      | 6,8      | 6,8      | 6,8      | 10,2          |
| 78               | Tunisia              | 3,9      | 5,8      | 5,8      | 6,8      | 6,8      | 6,7      | 6,8      | 3,4           |
| 79               | Lettonia             | ...      | ...      | ...      | 7,7      | 7,7      | 7,7      | 6,6      | 7,4           |
| 80               | Irlanda              | 14,2     | 11,1     | 11,2     | 5,5      | 6,0      | 6,0      | 6,0      | 11,5          |
| 81               | Mozambico            | ...      | ...      | ...      | 2,2      | 2,3      | 3,3      | 5,9      | 8,1           |
| 82               | Lituania             | ...      | ...      | ...      | 5,8      | 5,8      | 5,8      | 5,8      | 9,3           |
| 83               | Nepal                | ...      | ...      | ...      | ...      | ...      | ...      | 4,9      | 2,9           |
| 84               | Bahrein              | ...      | ...      | ...      | ...      | 4,7      | 4,7      | 4,7      | 3,3           |
| 85               | Brunei               | ...      | ...      | ...      | ...      | ...      | 2,0      | 4,6      | 4,9           |
| 86               | Kirghizistan         | ...      | ...      | ...      | 2,6      | 2,6      | 2,9      | 4,0      | 7,7           |
| 87               | Slovenia             | ...      | ...      | ...      | 0,0      | 3,2      | 3,2      | 3,2      | 12,0          |
| 88               | Aruba                | ...      | ...      | 3,1      | 3,1      | 3,1      | 3,1      | 3,1      | 16,2          |
| 89               | Ungheria             | ...      | 64,4     | 9,3      | 3,1      | 3,1      | 3,1      | 3,1      | 0,3           |
| 90               | Bosnia ed Erzegovina | ...      | ...      | ...      | ...      | 1,0      | 2,0      | 3,0      | 2,5           |
| 91               | Canada               | 702,7    | 652,6    | 459,2    | 36,8     | 3,4      | 3,4      | 3,0      | 0,1           |
| 92               | Lussemburgo          | 13,7     | 14,2     | 10,7     | 2,4      | 2,2      | 2,2      | 2,2      | 10,6          |
| 93               | Mongolia             | ...      | ...      | ...      | ...      | ...      | ...      | 2,2      | 4,9           |
| 94               | Hong Kong            | ...      | ...      | 7,1      | 2,1      | 2,1      | 2,1      | 2,1      | 0,0           |
| 95               | Papua Nuova Guinea   | ...      | 1,8      | 2,0      | 2,0      | 2,0      | 2,0      | 2,0      | 3,6           |
| 96               | Islanda              | 0,9      | 1,5      | 1,5      | 1,8      | 2,0      | 2,0      | 2,0      | 1,6           |
| 97               | Trinidad e Tobago    | ...      | 1,7      | 1,7      | 1,9      | 1,9      | 1,9      | 1,9      | 0,6           |
| 98               | Haiti                | ...      | ...      | ...      | ...      | ...      | ...      | 1,8      | 3,5           |
| 99               | Albania              | ...      | ...      | ...      | 3,5      | 1,6      | 1,6      | 1,6      | 2,2           |
| 100              | Yemen                | ...      | ...      | 1,6      | 1,6      | 1,6      | 1,6      | 1,6      | 1,1           |
|                  | Mondo                | 36.606,7 | 35.836,3 | 35.582,1 | 33.059,9 | 30.534,5 | 31.447,4 | 32.314,5 | ...           |
|                  | EURO                 | ...      | ...      | ...      | 12.426,9 | 10.793,4 | 10.787,4 | 10.788,1 | 55,2          |

| Riserve auree mondiali per paese (Settembre 2014) | Riserve auree mondiali per paese (Settembre 2014) | Riserve auree mondiali per paese (Settembre 2014) | Riserve auree mondiali per paese (Settembre 2014)             |
| Posizione                                         | Nazione/Organizzazione                            | Oro (Mg)                                          | percentuale della quota detenuta nelle riserve internazionali |
| ------------------------------------------------- | ------------------------------------------------- | ------------------------------------------------- | ------------------------------------------------------------- |
| 1                                                 | Stati Uniti                                       | 8.133,5                                           | 72%                                                           |
| 2                                                 | Germania                                          | 3.384,2                                           | 67%                                                           |
| 3                                                 | FMI                                               | 2.814,0                                           | N.A.                                                          |
| 4                                                 | Italia                                            | 2.451,8                                           | 67,3%                                                         |
| 5                                                 | Francia                                           | 2.435,4                                           | 65%                                                           |
| 6                                                 | Cina                                              | 1.161,9                                           | 1,6%                                                          |
| 7                                                 | Svizzera                                          | 1.146,5                                           | 17,2%                                                         |
| 8                                                 | Russia                                            | 960,1                                             | 9,0%                                                          |
| 9                                                 | Giappone                                          | 843,5                                             | 3,7%                                                          |
| 10                                                | Paesi Bassi                                       | 675,2                                             | 62,7%                                                         |
| 11                                                | India                                             | 614,7                                             | 9,9%                                                          |
| 12                                                | BCE                                               | 553,4                                             | 32.1%                                                         |
| 13                                                | Taiwan                                            | 465,6                                             | 5,9%                                                          |
| 14                                                | Portogallo                                        | 421,6                                             | 89,1%                                                         |
| 15                                                | Venezuela                                         | 365,8                                             | 62,1%                                                         |
| 16                                                | Arabia Saudita                                    | 322,9                                             | 25,0%                                                         |
| 17                                                | Regno Unito                                       | 310,3                                             | 18,0%                                                         |
| 18                                                | Libano                                            | 286,8                                             | 30,5%                                                         |
| 19                                                | Spagna                                            | 281,6                                             | 42,1%                                                         |
| 20                                                | Austria                                           | 280,0                                             | 56,2%                                                         |
| 21                                                | Belgio                                            | 227,5                                             | 42,3%                                                         |
| 22                                                | Algeria                                           | 173,6                                             | 4,6%                                                          |
| 23                                                | Filippine                                         | 147,8                                             | 10,0%                                                         |
| 24                                                | Libia                                             | 143,8                                             | 5,6%                                                          |
| 25                                                | Thailandia                                        | 136,9                                             | 4,2%                                                          |
| 26                                                | Singapore                                         | 127,4                                             | 2,5%                                                          |
| 27                                                | Svezia                                            | 125,7                                             | 12,4%                                                         |
| 28                                                | Sudafrica                                         | 125,0                                             | 12,2%                                                         |
| 29                                                | BRI                                               | 119,0                                             | -                                                             |
| 30                                                | Turchia                                           | 116,1                                             | 7,1%                                                          |
| 31                                                | Grecia                                            | 111.5                                             | 82,1%                                                         |
| 32                                                | Messico                                           | 105,5                                             | 3,9%                                                          |
| 33                                                | Romania                                           | 103,7                                             | 10,4%                                                         |
| 34                                                | Polonia                                           | 102,9                                             | 5,1%                                                          |
| 35                                                | Australia                                         | 79,9                                              | 9,0%                                                          |
| 36                                                | Kuwait                                            | 79,0                                              | 14,4%                                                         |
| 37                                                | Egitto                                            | 75,6                                              | 13,7%                                                         |
| 38                                                | Indonesia                                         | 73,1                                              | 2,9%                                                          |
| 39                                                | Kazakistan                                        | 67,3                                              | 10,9%                                                         |
| 40                                                | Danimarca                                         | 66,5                                              | 3,7%                                                          |
| 41                                                | Pakistan                                          | 64,4                                              | 18,5%                                                         |
| 42                                                | Argentina                                         | 54,7                                              | 5,1%                                                          |
| 43                                                | Finlandia                                         | 49,1                                              | 25,6%                                                         |
| 44                                                | Bolivia                                           | 42,3                                              | 21,3%                                                         |
| 45                                                | Bulgaria                                          | 39,9                                              | 12,3%                                                         |
| 46                                                | Corea del Sud                                     | 39,4                                              | 0,6%                                                          |
| 47                                                | Bielorussia                                       | 38,4                                              | 41,4%                                                         |
| 48                                                | UEMOA                                             | 36,5                                              | 12,2%                                                         |
| 49                                                | Malaysia                                          | 36,4                                              | 1,4%                                                          |
| 50                                                | Perù                                              | 34,7                                              | 3.5%                                                          |
| 51                                                | Brasile                                           | 33,6                                              | 0,6%                                                          |
| 52                                                | Slovacchia                                        | 31,8                                              | 65,9%                                                         |
| 53                                                | Ucraina                                           | 27,8                                              | 4,2%                                                          |
| 54                                                | Ecuador                                           | 26,3                                              | 32,8%                                                         |
| 55                                                | Siria                                             | 25,8                                              | 7,1%                                                          |
| 56                                                | Marocco                                           | 22,0                                              | 4,6%                                                          |
| 57                                                | Nigeria                                           | 21,4                                              | 2,9%                                                          |
| 58                                                | Serbia                                            | 13,9                                              | 4,6%                                                          |
| 59                                                | Cipro                                             | 13,9                                              | 58,9%                                                         |
| 60                                                | Bangladesh                                        | 13,5                                              | 7,1%                                                          |
| 61                                                | Giordania                                         | 12,8                                              | 5,1%                                                          |
| 62                                                | Cechia                                            | 12,5                                              | 1,7%                                                          |
| 63                                                | Cambogia                                          | 12,4                                              | 14,8%                                                         |
| 64                                                | Qatar                                             | 12,4                                              | 3,3%                                                          |
| 65                                                | Colombia                                          | 9,2                                               | 1,4%                                                          |
| 66                                                | Sri Lanka                                         | 8,1                                               | 4,6%                                                          |
| 67                                                | Lettonia                                          | 7,7                                               | 4,9%                                                          |
| 68                                                | El Salvador                                       | 7,3                                               | 15,2%                                                         |
| 69                                                | Guatemala                                         | 6,9                                               | 6,3%                                                          |
| 70                                                | Macedonia                                         | 6,8                                               | 12,4%                                                         |
| 71                                                | Tunisia                                           | 6,7                                               | 3,6%                                                          |
| 72                                                | Eire                                              | 6,0                                               | 15,4%                                                         |
| 73                                                | Iraq                                              | 5,9                                               | 0,5%                                                          |
| 74                                                | Lituania                                          | 5,8                                               | 4,1%                                                          |
| 75                                                | Bahrain                                           | 4,7                                               | -                                                             |
| 76                                                | Maurizio                                          | 3,9                                               | 6,5%                                                          |
| 77                                                | Tagikistan                                        | 3,7                                               | -                                                             |
| 78                                                | Canada                                            | 3,4                                               | 0,3%                                                          |
| 79                                                | Slovenia                                          | 3,2                                               | 16,1%                                                         |
| 80                                                | Aruba                                             | 3,1                                               | 21,0%                                                         |
| 81                                                | Ungheria                                          | 3,1                                               | 0,3%                                                          |
| 82                                                | Kirghizistan                                      | 2,6                                               | 6,9%                                                          |
| 83                                                | Mozambico                                         | 2,3                                               | 4,4%                                                          |
| 84                                                | Mongolia                                          | 2,3                                               | 4,6%                                                          |
| 85                                                | Lussemburgo                                       | 2,2                                               | 11,7%                                                         |
| 86                                                | Suriname                                          | 2,2                                               | 12,5%                                                         |
| 87                                                | Hong Kong                                         | 2,1                                               | 0,0%                                                          |
| 88                                                | Islanda                                           | 2,0                                               | 1,3%                                                          |
| 89                                                | Papua Nuova Guinea                                | 2,0                                               | 2,7%                                                          |
| 90                                                | Trinidad e Tobago                                 | 1,9                                               | 0,9%                                                          |
| 91                                                | Albania                                           | 1,6                                               | 3,0%                                                          |
| 92                                                | Yemen                                             | 1,6                                               | 1,3%                                                          |
| 93                                                | Honduras                                          | 0,7                                               | 1,0%                                                          |
| 94                                                | Paraguay                                          | 0,7                                               | 0,7%                                                          |
| 95                                                | Dominicana                                        | 0,6                                               | 0,9%                                                          |
| 96                                                | Mauritania                                        | 0,4                                               | 4,1%                                                          |
| 97                                                | Uruguay                                           | 0,3                                               | 0,1%                                                          |
| 98                                                | Estonia                                           | 0,2                                               | 5,5%                                                          |
| 99                                                | Cile                                              | 0,2                                               | 0,0%                                                          |
| 100                                               | Malta                                             | 0,2                                               | 1,9%                                                          |
| -                                                 | Mondo                                             | 30.717,3                                          | -                                                             |

## Riserve auree private
| Posizione | Nome                              | Tipo     | Tonnellate |
| --------- | --------------------------------- | -------- | ---------- |
| 1         | SPDR Gold Shares                  | ETF      | 672,70     |
| 2         | ETF Securities Gold Funds         | ETF      | 196,11     |
| 3         | COMEX Gold Trust                  | ETF      | 150,13     |
| 4         | ZKB Physical Gold                 | ETF      | 126,38     |
| 5         | Central Fund of Canada            | CEF      | 52,71      |
| 6         | NewGold ETF                       | ETF      | 47,75      |
| 7         | Julius Bär Physical Gold Fund     | ETF      | 44,79      |
| 8         | Sprott Physical Gold Trust        | CEF      | 35,18      |
| 9         | ABSA NewGold Exchange Traded Fund | ETF      | 27,97      |
| 10        | BullionVault                      | Bailment | 24,98      |
| 11        | ETFS Physical Swiss Gold Shares   | ETF      | 21,78      |
| 12        | Central GoldTrust                 | CEF      | 19,98      |
| 13        | GoldMoney                         | Bailment | 19,36      |
|           | Totale                            |          | 1439,83    |